# Igal Volodarsky
Igal Volodarsky, conosciuto anche come Igal Dar (in ebraico יגאל וולדרסקי‎?; 12 giugno 1936 – 15 giugno 1977), è stato un cestista e allenatore di pallacanestro israeliano.

## Carriera
Con Israele ha partecipato a cinque edizioni dei Campionati europei (1959, 1961, 1963, 1965, 1967).